# 廣辭苑

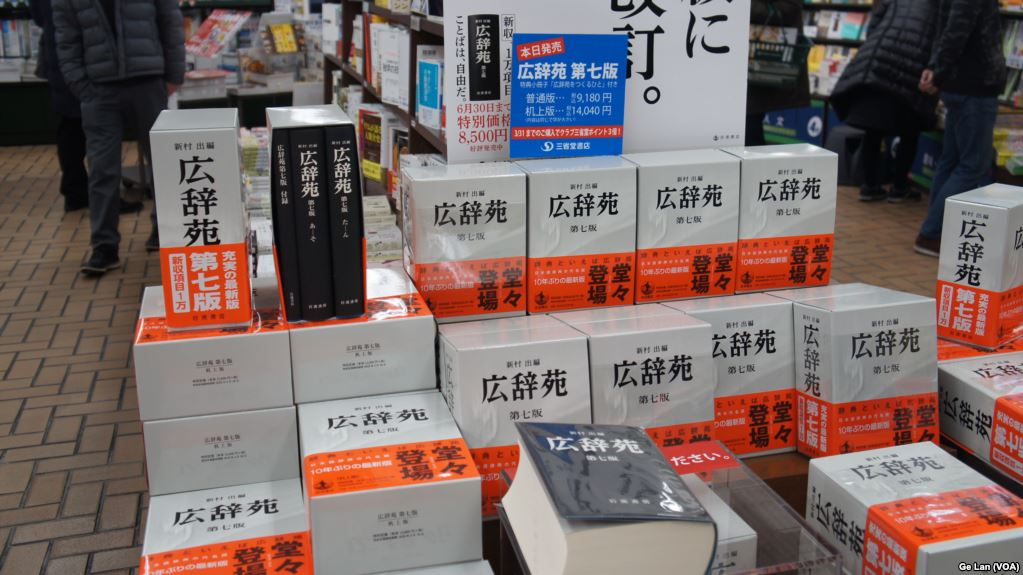
《廣辭苑》第七版

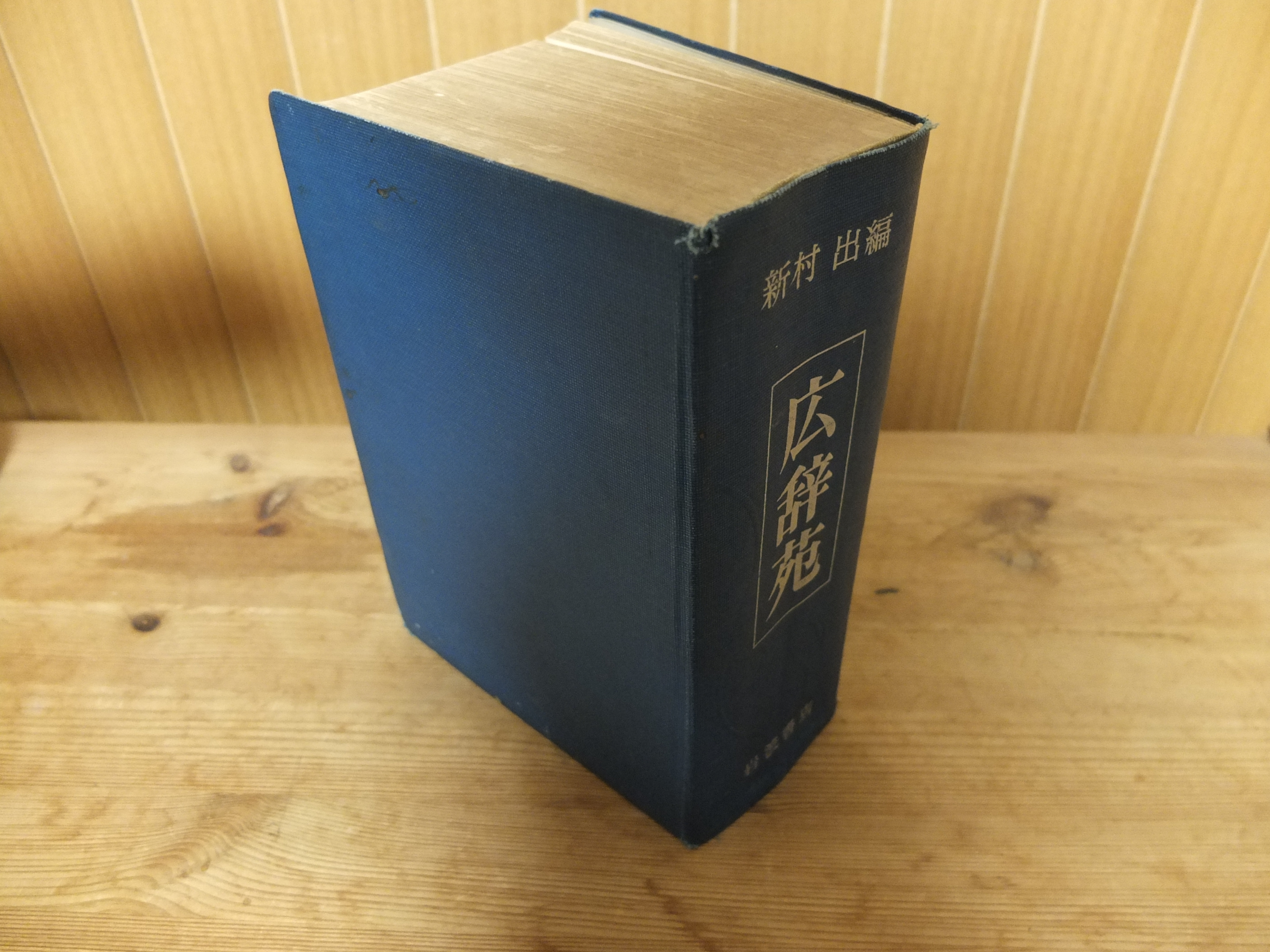
《廣辭苑》第二版

《廣辭苑》是日本有名的日文國語辭典之一，由岩波書店發行。它的前身是博文館所發行的《辭苑》。《廣辭苑》當前最大的競爭對手是三省堂的《大辞林》；《大辞林》主要著眼於現代日本詞彙和外來語的解釋，《廣辞苑》則包含了大量古文和方言。

## 概要
《廣辭苑》最初由日文學者新村出主編，於1955年5月25日發行第一版，目前發行到第七版；在日本的權威與可信度，與三省堂《大辭林》並列兩大辭典。在電子書時代，《廣辭苑》也發行了多種電子版本。第六版《廣辭苑》紙張製作中加了鈦，因此不容易撕破，並且比第五版的厚度減小，但是分量少許增加：第六版收錄了日本國內外社會情勢的圖片與地圖約3,000張，辭彙23萬餘條。

## 沿革

### 岩波書店出版
- 1935年：《辭苑》由博文館發行。
- 1955年5月25日：《廣辭苑》第一版發行。
- 1969年：《廣辭苑》第二版發行。
- 1976年：《廣辭苑》第二版的增修版發行。
- 1983年12月：《廣辭苑》第三版發行。
- 1991年11月15日：《廣辭苑》第四版發行。
- 1998年11月11日：《廣辭苑》第五版發行。
- 2008年1月11日：《廣辭苑》第六版發行。
- 2018年1月12日：《廣辭苑》第七版發行。

### 上海外語教育出版社出版
- 2006年10月1日：《廣辭苑》第五版發行。
- 2012年5月：《廣辭苑》第六版發行。

## 系列
- 一般版（菊開，21.8cm × 15.2cm）
- 桌上版（B5，25cm × 17.6cm）
- 精裝版（菊開）
- 光碟版：在個人電腦上使用，比紙本多收錄了文學作品、憲法等文獻資料。以及動畫、鳥叫聲、古典音樂及日本民謠等多媒體資料。且加入了搜尋機能。
- 電子書版
- 電子字典版
- 手機版：為收費式服務，2001年4月推出，可用手機查詢。
- 逆向索引版：索引為逆向排列的版本。

## 爭議
2017年12月13日，臺北駐日經濟文化代表處以書面聲明指出，《廣辭苑》第6版第6刷中，有關台灣相關內容，片面引用所謂「中華人民共和國行政區分地圖」，介紹台灣是中華人民共和國的台灣省等，與事實不符。同年12月22日，岩波書店在官網聲明，不認為《廣辭苑》的記述有錯。聲明指出，中華人民共和國及中華民國都主張「一個中國」，另一方面，包括日本在內的各國對「一個中國」的論點沒有異議，分別視中華人民共和國或是中華民國為正統政府，並締結邦交。聲明指出，《日中共同聲明》是基於1971年10月25日聯合國承認中華人民共和國有中國代表權，中華民國退出聯合國，及1972年2月21日時任美國總統尼克森訪問中華人民共和國，日本承認中華人民共和國為中國唯一合法政府。

## 相關書籍
- 第五版（ISBN 4000801112）
- （ISBN 4166600818）柳瀨尚紀 著
- （ISBN 4062102757）金武伸彌 著
- （ISBN 43393183）谷澤永一與渡部昇一合著

### 単行本
- 岡茂雄「『広辞苑』の生れるまで」『本屋風情』平凡社、1974年。
- 新村猛『「広辞苑」物語 －辞典の権威の背景－』芸術生活社、1970年。
- 柳瀬尚紀 『広辞苑を読む』 ISBN 4166600818
- 金武伸弥 『『広辞苑』は信頼できるか－国語辞典100項目チェックランキング－』 ISBN 4062102757
- 谷沢永一・渡部昇一 『広辞苑の嘘』 ISBN 4334973183
- 高島俊男 『広辞苑の神話（お言葉ですが… 4）』（手師の件） ISBN 4167598051
  - 『お言葉ですが… (4) ―猿も休暇の巻』 (ISBN 4163560009) の改題文庫化。
- NHKプロジェクトX制作班『プロジェクトX 挑戦者たち 10』日本放送出版協会、2002年
- 石山茂利夫『国語辞書事件簿』草思社、2004年 ISBN 4-7942-1362-X
- 石山茂利夫『国語辞書 誰も知らない出生の秘密』草思社、2007年 ISBN 978-4-7942-1603-8

### 雑誌掲載文献
- 武藤康史「「広辞苑」改版の歴史（徹底比較）（最新日本語読本）」『新潮』89（臨増）、1992年、104 - 114ページ。
- 井上ひさし「ベストセラーの戦後史-11-新村出編「広辞苑」 昭和30年」 『文藝春秋』 66(4)、1988年、372 - 377ページ。

### 其它
1. ↑  .   [2018-11-28]. （原始内容存档于2018-11-28）.
2. ↑  .   [2018-11-28]. （原始内容存档于2022-06-18）.

- Baroni, Helen and David Bialock, (2005), Words: Japanese Dictionaries （页面存档备份，存于）, Columbia University bibliography.
- Gally, Tom, (1999), Kokugo Dictionaries 国語辞書 （页面存档备份，存于）, review article.

## 外部連結
- 岩波書店《廣辭苑》 （页面存档备份，存于）